# Údolí Rhôny (Švýcarsko)
Švýcarské údolí Rhôny (německy Rhonetal či  Walliser Rhonetal, francouzsky Vallée du Rhône) je název pro údolí řeky Rhôny od Brigu po Saint-Maurice v kantonu Valais ve Švýcarsku. Je hlavní geografickou osou Valais. Na obvodu údolí leží tři ze čtyř nejvyšších horských masivů Alp.

## Geografie
Údolí Rhôny je hlavním údolím kantonu Valais. Jedná se o ledovcové údolí vytvořené ledovcem Rhonegletscher.
Údolím Rhôny se nenazývá oblast Goms, která leží proti proudu řeky, ani oblast Chablais, která leží níže po proudu řeky mezi Saint-Maurice a Ženevským jezerem, ačkoli Rhôna protéká i těmito oblastmi.

## Jazyky
V horní části údolí Rhôny (a ve Valais obecně) se mluví německy, v dolní části francouzsky. Jazyková hranice se nachází u města Sierre (které je již převážně frankofonní).

## Doprava
Údolí je dostupné po hlavní silnici č. 9 a dálnici A9 i po železnici (Simplonská dráha). Prostřednictvím Lötschberského tunelu s přepravou automobilů na vlacích a Lötschberského úpatního tunelu se lze do údolí celoročně dostat z oblasti Berner Oberland, aniž by bylo nutné využívat přístup od Ženevského jezera. Údolí je spojeno s Itálií prostřednictvím silničního průsmyku Simplon a železničního tunelu Simplon a také Velkého Svatobernardského průsmyku a silničního tunelu San Bernardino.

## Sídla
Největším městem v údolí je město Sion, které je zároveň hlavním městem kantonu Valais. Dále se zde nachází menší města Sierre, Brig-Glis, Martigny a Monthey.
Známé lyžařské středisko Crans-Montana leží na severní straně údolí.

## Galerie

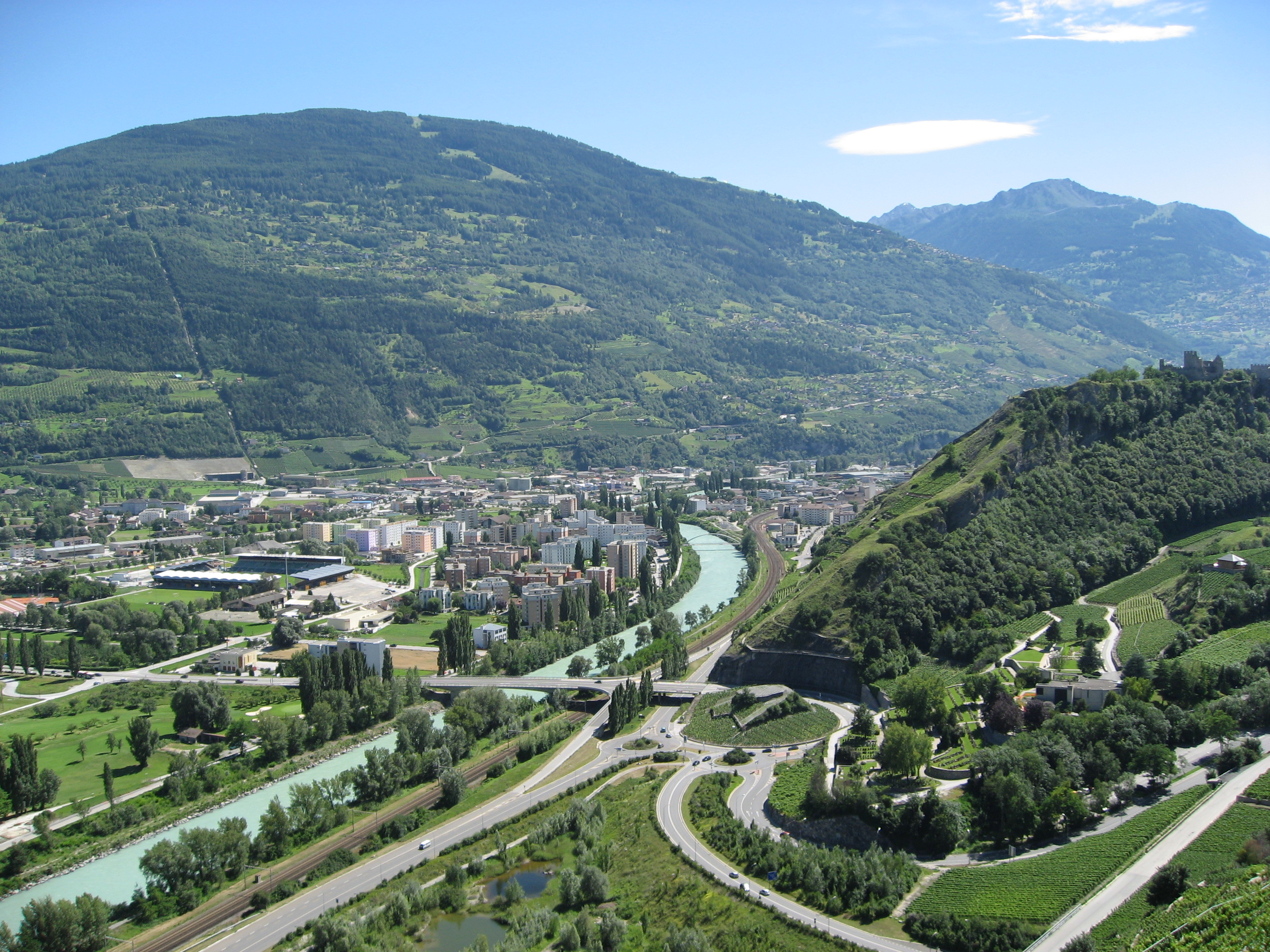
Údolí v oblasti Sionu
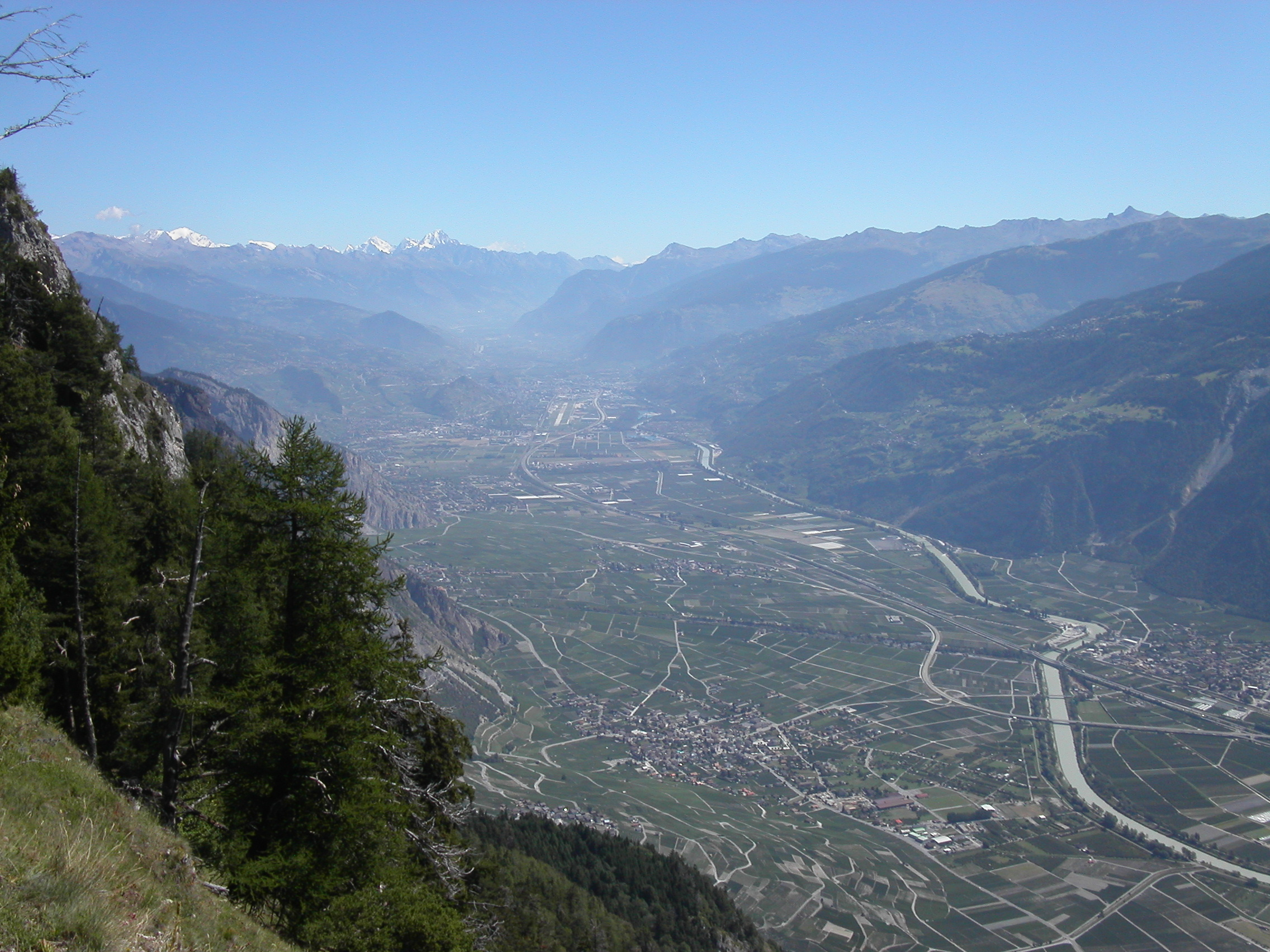
Údolí nedaleko Leytronu
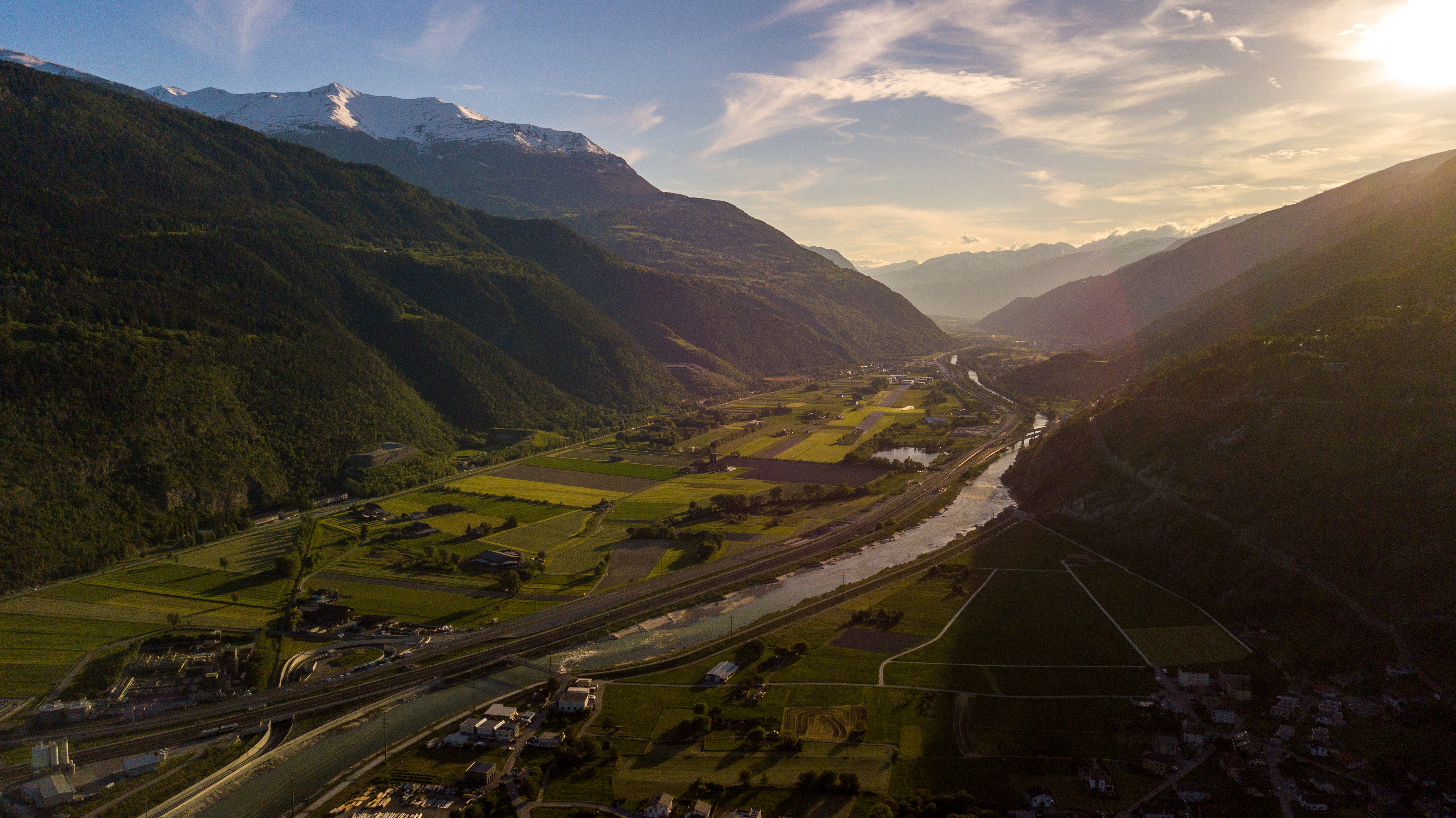
Pohled z údolí Rhôny směrem do horního Valais